# Burg Buschdorf
Die Burg Buschdorf ist ein ehemaliger Rittersitz in Buschdorf im Stadtbezirk Bonn in Nordrhein-Westfalen. Die früher von einem Graben umgebene Burganlage steht unter Denkmalschutz. Sie befindet sich in Privatbesitz.

## Lage
Das Gebäudeensemble liegt linksrheinisch im Nordwesten Buschdorfs an der Buschdorfer Straße 1 (vormals auch Burggasse 36) und damit am äußersten Nordwestrand des Bonner Stadtgebiets. Die bereits zu Bornheim gehörende Ortschaft Hersel beginnt nur rund 300 Meter entfernt. Die heute hier wenig befahrene Buschdorfer Straße war seit dem Frühmittelalter Teil eines bedeutenden Handelsweges von Aachen über Düren, Lechenich und Buschdorf nach Bonn („Aachener Weg“).

## Geschichte
Das genaue Entstehungsdatum der Burg ist unbekannt. Ursprünglich handelte es sich um einen Wohn- und Wehrturm, der der Sicherung des Handelsweges zwischen Aachen und Bonn diente. Etwa zum Ende des 12. Jahrhunderts wurde er zu einer Burganlage mit einem integrierten Gutshof ausgebaut. Diese Anlage war von einem Graben umgeben. Eine erste Erwähnung der Burg stammt aus dem Jahr 1217. Als Nutznießer des Gutshofes wird das Zisterzienser-Kloster in Graurheindorf genannt, welches seinerseits Abgaben aus diesem Besitz an das Kurfürstentum Köln entrichten musste.
Ab dem 18. Jahrhundert war die Anlage im Besitz verschiedener Familien (z. B. der von Kleists und der Bassenheims). Im Jahr 1822 pachtete die Familie Frings das Hofgut, 1843 wurden sie Eigentümer der Anlage. 1874 kam es zu einem großen Brand, der die Wirtschaftsgebäude und obere Stockwerke des Turms beschädigte. Die Gebäude wurden teilweise und in mitunter veränderter Form (mit Feldbrandziegeln im Stil der Zeit) bis 1876 wieder aufgebaut.
Da der letzte Frings kinderlos verstarb, ging der Besitz 1930 an seinen Gutsverwalter Hermann Watterott über, der in Folge den Namen Frings-Watterott annahm. Der landwirtschaftliche Betrieb wurde von Frings-Watterott 1936 auf Apfelanbau umgestellt. Es war die erste Edelobstplantage Buschdorfs. Während des Zweiten Weltkrieges wurde der Hof 1941 von einer Fliegerbombe getroffen, beschädigt und wieder aufgebaut. Bis 2020 befand sich in dem Gutshof eine Weingroßhandlung, seitdem wird auch die ehemalige Weingroßhandlung als Wohnung genutzt.

## Architektur
Der Zentralbau der Burg ist der frühere Turm, der ursprünglich höher war. Sein Grundriss ist quadratisch mit einer Seitenlänge von je 10 Metern. Die Mauerdicke beträgt im Erdgeschoss rund 2 Meter. In den Obergeschossen sind die Wandstärken geringer. Heute ist er dreigeschossig. Als Baumaterialien des Bruchsteinbaus wurden im unteren Teil Basalt, Tuff und Trachyt verwendet, im oberen Teil finden sich auch die nach dem Feuer eingesetzten Ziegel. Mehrfach kam es im Inneren zu Umbauten. Alle Geschosse werden heute bewohnt. An der Südseite des Turms befindet sich eine zugemauerte Lichtscharte, die als Lampenersatz diente.
Josef und Peter Frings errichteten 1880 ein Burgkreuz, welches an der Buschdorfer Straße etwa 200 Meter westlich der Burganlage, jenseits der Rheinuferbahn, zwischen zwei Linden steht.

## Trivia
Der spätere Profiboxer Adolf Heuser arbeitete in den 1920er Jahren als Knecht auf dem Buschdorfer Burghof.